# Sabonera
|  | Aquest article tracta sobre el recipient del sabó. Vegeu-ne altres significats a «escuma». |

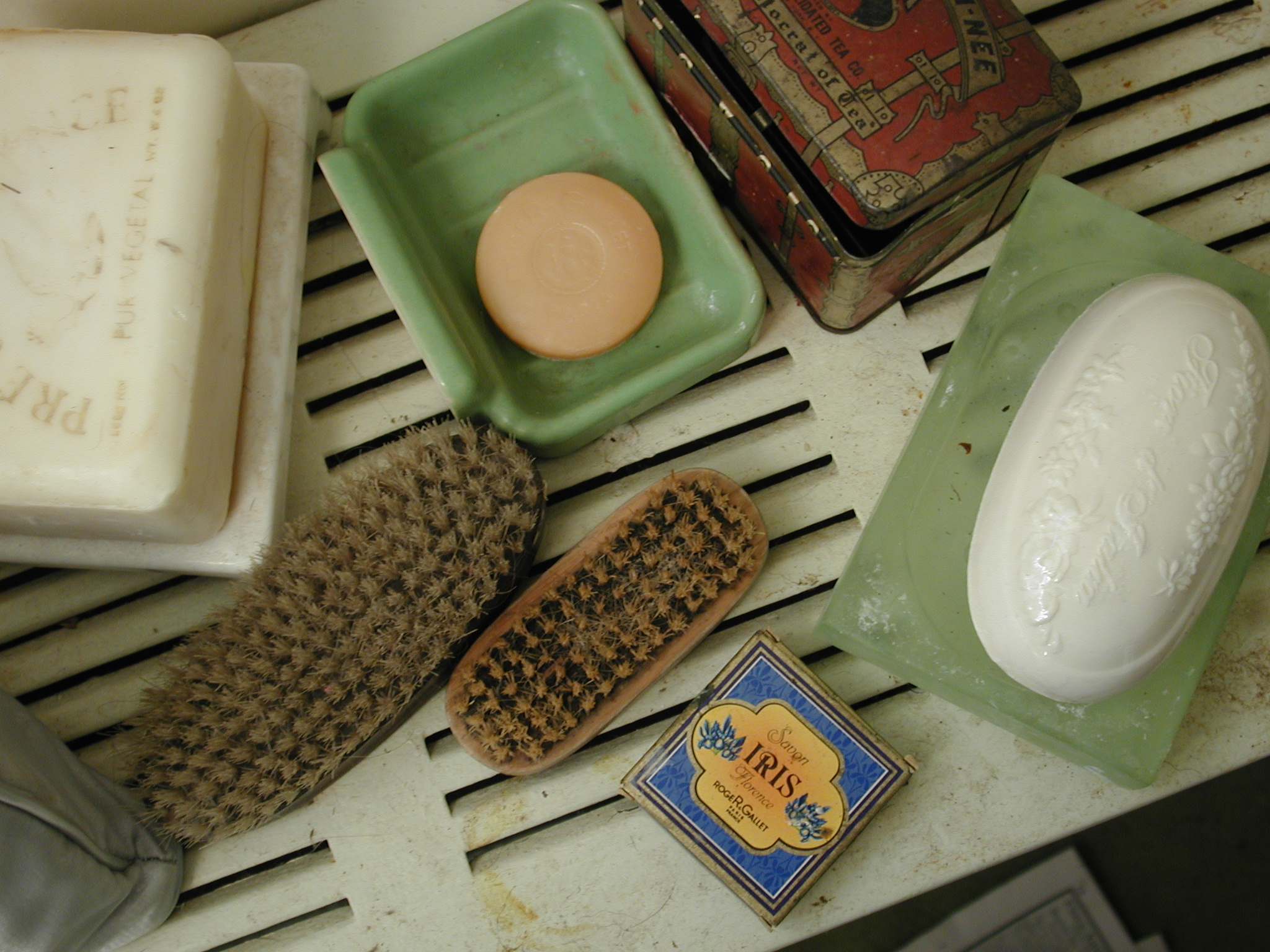
Diversos sabons sobre saboneres

Una sabonera és un recipient destinat a sostenir la pastilla de sabó per al seu ús a la cambra de bany.
Les saboneres són safates sobre recipients que se situen al costat del lavabo i sobre les quals es diposita la pastilla de sabó. La seva funció és mantenir la pastilla a l'abast de la persona que s'està rentant les mans. La seva estructura està concebuda per impedir que la pastilla rellisqui i llisqui pel taulell o caigui a l'interior del lavabo.
Les saboneres més senzilles consisteixen en simples safates còncaves de dimensions lleugerament superiors a la de la pastilla de sabó. Solen tenir estries en la seva base perquè el sabó no es mogui en el moment d'anar a agafar-lo.Altres estan formades per barres metàl·liques, a través de les quals s'escorre tant l'aigua com les restes de sabó. La seva ubicació habitual és sobre el mateix lavabo, al costat de l'aixeta, o sobre els fogons.

També és normal penjar-les al mur sobre del lavabo a una alçada a la qual es pugui accedir amb facilitat. Un altre lloc on es col·loquen és a l'interior del lavabo penjant dels forats d'embassament o de les vores. En ambdós casos disminueixen la brutícia i el sabó es manté en millors condicions.

## Galeria d'imatges

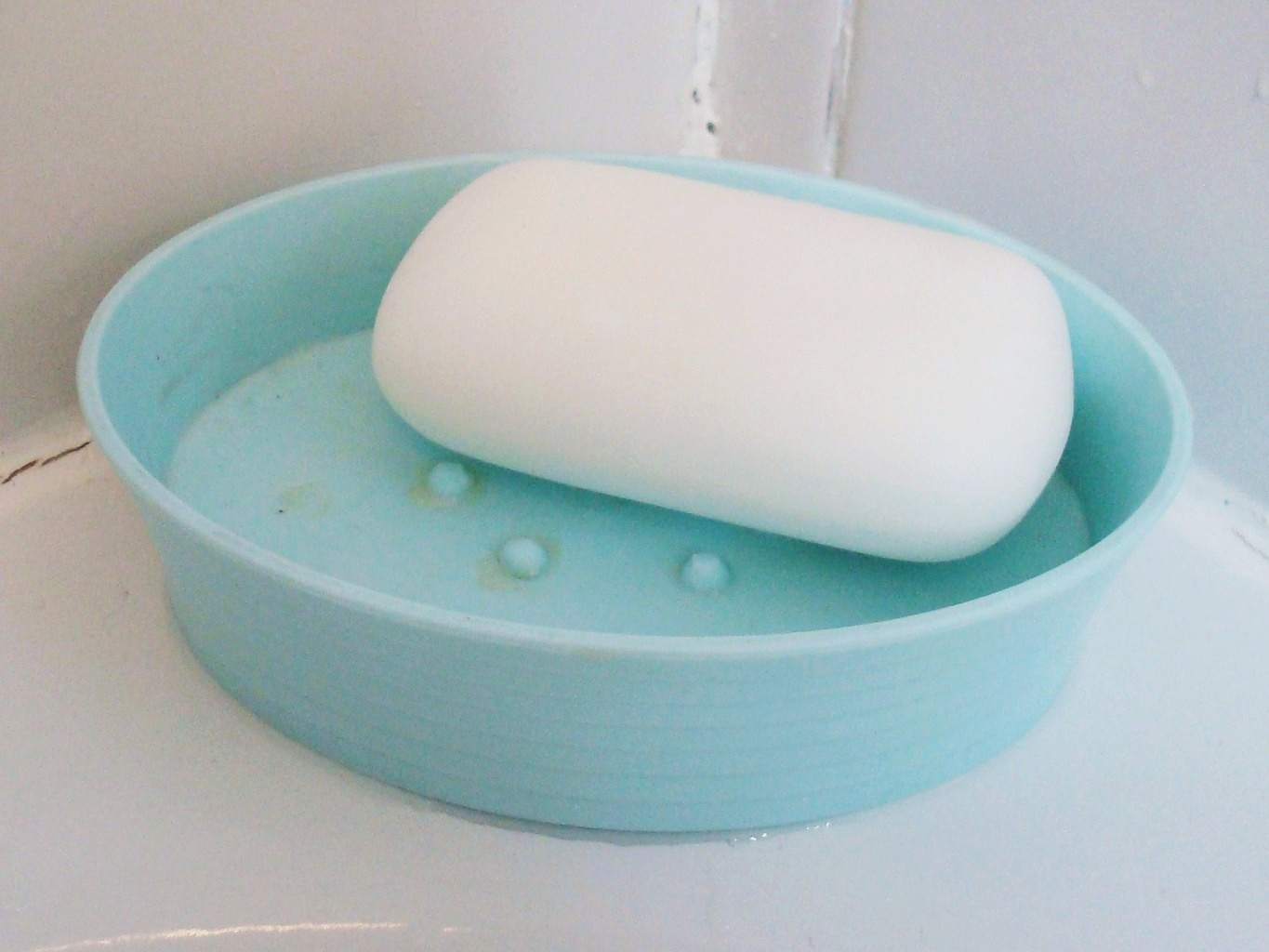
Sabonera de plàstic
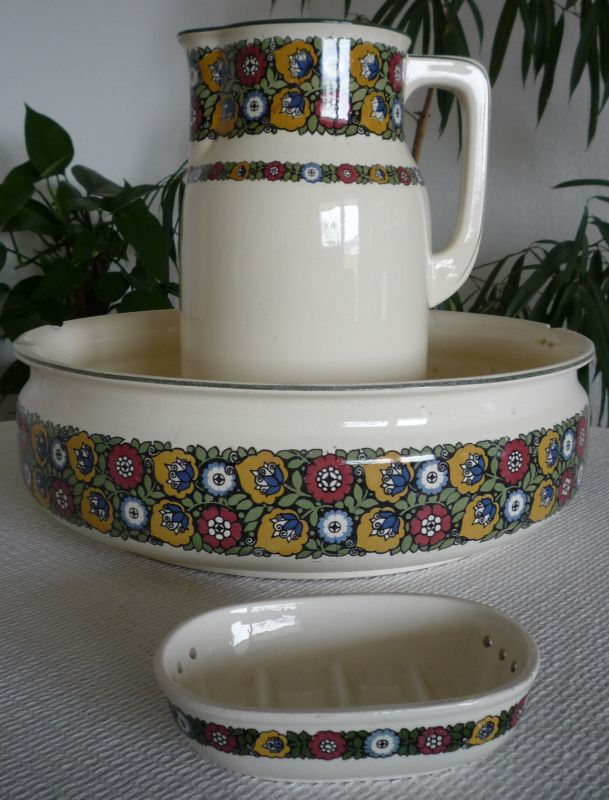
Sabonera de ceràmica
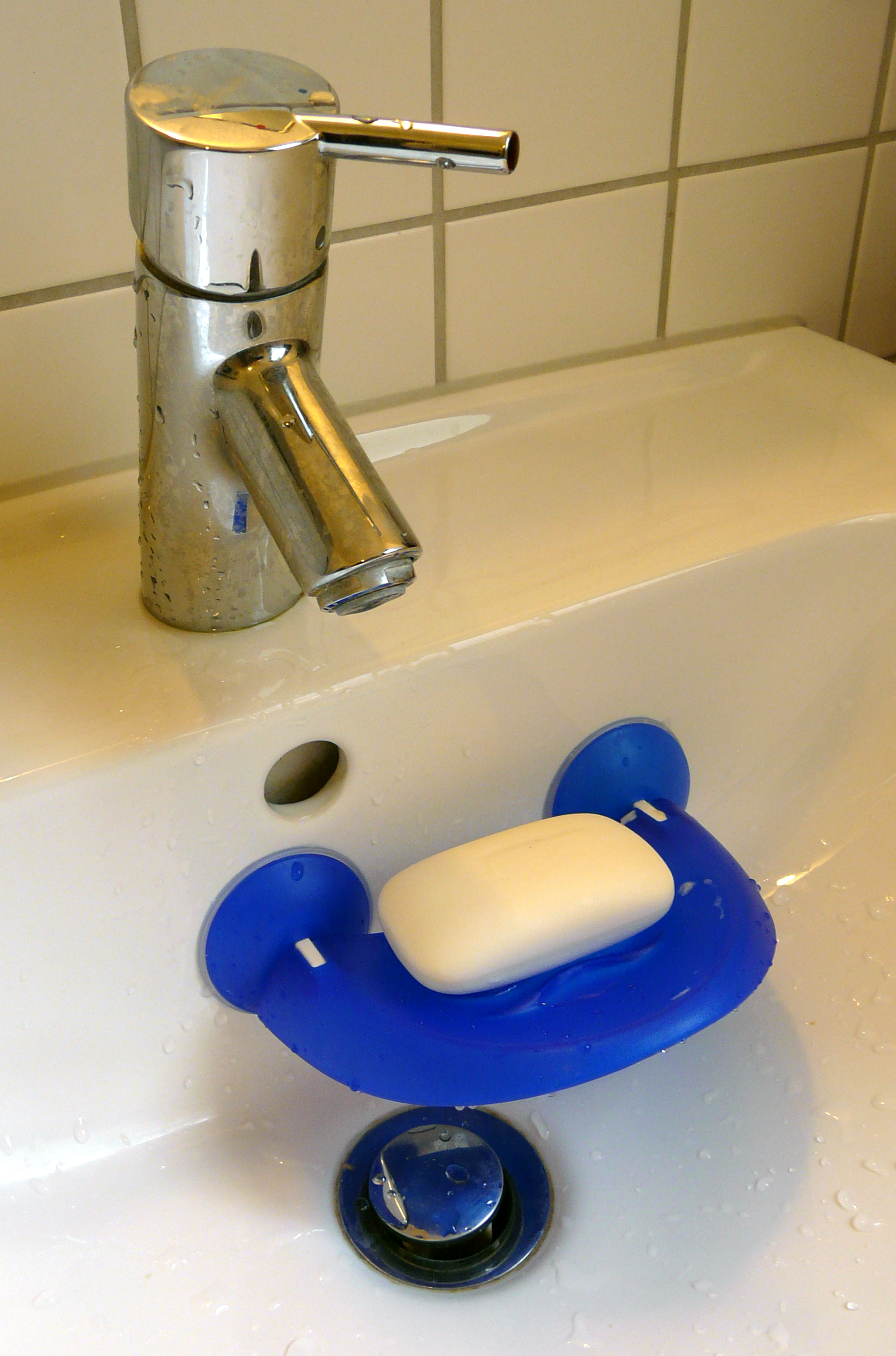
Sabonera amb ventoses